# Dynatosoma obscurum
Dynatosoma obscurum är en tvåvingeart som beskrevs av Zaitzev 1988. Dynatosoma obscurum ingår i släktet Dynatosoma och familjen svampmyggor.
Artens utbredningsområde är Oregon. Inga underarter finns listade i Catalogue of Life.